# Danielle Woodward
Danielle Woodward (n. 20 martie 1965, Melbourne, Victoria, Australia) este o canoistă ce a reprezentat Australia, medaliată olimpică. A participat la 3 ediții ale Jocurilor Olimpice (1992, 1996, 2000) în care a câștigat o medalie de argint.